# Cédric Moelaert
Cédric Moelaert (voorheen Cédric Van de Caveye) is een personage in de VTM-televisieserie Familie, gespeeld door Yanni Bourguignon.
Toen het personage in 2005 werd geboren, vertolkten een aantal baby's de rol. In 2006 werd na een tijdsprong zijn rol overgenomen door Aldo Vandervorst; in 2008 kwam Bo Bogaerts. In 2013 keerde het personage terug, deze keer gespeeld door Bas Van Weert. Sinds 4 december 2017 wordt Cédric gespeeld door Yanni Bourguignon. 

## Overzicht
Cédric is de zoon van Veronique Van den Bossche en Mario Van de Caveye. Aangezien Veroniques broer Peter op dezelfde dag vader wordt van een meisje, ziet ze haar zoon meteen als toekomstige leider van het familiebedrijf VDB Electronics. Veronique gaat hier zeer ver in, zo ver zelfs dat ze de naam van de jongen officieel laat wijzigen in Van den Bossche in plaats van Van de Caveye. Mario reageert woedend, maar gaat uiteindelijk akkoord.
Na verloop van tijd gaat Veronique ermee akkoord om Cédric weer de naam van zijn vader te geven. Daartegenover staat wel dat ze de jongen op kostschool stuurt, omdat ze van mening is dat zijn opvoeding niet te combineren valt met het drukke job van het koppel bij modehuis MVM. Zowel Mario zelf als de rest van de familie gaan hier niet mee akkoord, want er zijn genoeg andere opvangmogelijkheden. Toch houdt Veronique voet bij stuk, ook al geeft Cédric aan er helemaal niet gelukkig te zijn.
Na een zoveelste ruzie met Veronique besluit Mario terug in zijn geboortestad Milaan te gaan wonen. Cédric mist zijn vader enorm hard en overhaalt zijn moeder Veronique om hem samen te gaan bezoeken. Eens daar aangekomen, zegt Cédric dat hij bij zijn vader wil blijven wonen. Veronique gaat ermee akkoord dat hij een aantal dagen langer bij Mario mag blijven, maar uiteindelijk wil de jongen niet meer terugkeren. Mario en Veronique treffen een minnelijke schikking en Cédric mag in Milaan blijven wonen.
Op 4 november 2013 keerde Cédric terug naar België, twee dagen later ging hij terug naar Milaan. Met Kerstmis kwam hij echter weer terug naar België, maar vertrok een dag later alweer.
In 2020 adopteert Mathias Cédric en verandert Cédric zijn achternaam naar Moelaert.